# 10211 La Spezia
A 10211 La Spezia (korábbi nevén 1997 RG3) a Naprendszer kisbolygóövében található aszteroida.  Monte Viseggi Observatory-ban fedezték fel 1997. szeptember 6-án.
A bolygót La Spezia olasz városról nevezték el.

## Kapcsolódó szócikk
- Kisbolygók listája (10001–10500)